# Celebrity Solstice
La Celebrity Solstice è la prima nave di classe Solstice della Celebrity Cruises. Al suo varo, deteneva il record per la più grande nave da crociera mai costruita in Germania, superato nel 2010 dal varo della Disney Dream della Disney Cruise Line.

## Storia
La Celebrity Solstice ha lasciato il cantiere Meyer Werft il 28 settembre 2008, ed è stata trasportata a Ft. Lauderdale, Florida, il 3 novembre 2008. Successivamente ha intrapreso una serie di brevi crociere in anteprima. Il 14 novembre è stata ufficialmente battezzata dalla scienziata oceanografa Sharon L. Smith in una cerimonia a Port Everglades. La Celebrity Solstice ha iniziato il servizio crocieristico il 23 novembre 2008.

## Caratteristiche
Esternamente, la Celebrity Solstice un aspetto molto diverso dalle navi Celebrity Cruises precedenti. A differenza di esse, infatti, lo scafo è interamente bianco, si ergono doppi fumaioli blu e ponti di vetro blu superiori. Allo stesso modo, il grande fumaiolo blu scuro con una X bianca che era stato il marchio di fabbrica Celebrity fino ad allora, è stato sostituito da due fumaioli sottili, ma il logo X della società è stato disegnato sulle ringhiere dei balconi di vetro sulla "gobba"(L'area di sovrastruttura che si estende verso l'esterno più lontano rispetto al resto dei balconi). Durante la sua costruzione, le prove in mare e il varo, è stato osservato che la X di vetro, a meno che visto da certe angolazioni, non era visibile. Poco dopo, la X è stata rifinita per essere più scura, ma può essere difficile da vedere. Un ripensamento durante le prove in mare ha visto l'aggiunta di una X bianca sul fumaiolo anteriore facendo diventare la nave più simile alle altre della flotta.

## Navi gemelle
- Celebrity Equinox
- Celebrity Eclipse
- Celebrity Silhouette
- Celebrity Reflection